# Martin Schäfer (Lehrer)
Martin Schäfer (* 29. Januar 1889 in Neuenhaßlau; † 2. Oktober 1971) war ein deutscher Heimatforscher und Sachbuchautor.

## Leben

### Wilhelminisches Kaiserreich
Am Palmsonntag 1903 wurde Martin Schäfer gemeinsam mit 14 anderen Konfirmanden in Neuenhaßlau konfirmiert. Nur ihm wurden von Pfarrer Karl August Sauer bei der Katechismusprüfung „recht gute Kenntnisse“ zugebilligt. Nach dem Abschluss der Volksschule in Neuenhaßlau besuchte Schäfer von 1903 bis 1906 in Schlüchtern die Präparandenanstalt und anschließend von 1906 bis 1909 das Königliche Schullehrer-Seminar Schüchtern. Seine schriftliche Entlassungsprüfung erfolgte in Schlüchtern vom 12. bis zum 14. August 1909, die mündliche Entlassungsprüfung fand vom 19. bis zum 21. August 1909 statt. Unter den insgesamt 34 Abschlussprüfungsteilnehmern gehörte er mit der Durchschnittsnote „2“ zu den besten Absolventen des Abschlussjahrgangs 1909.
Anschließend wurde Schäfer 1909 auftragsweise dritter Lehrer in Dalherda. 1910 erfolgte seine Anstellung als einstweiliger Lehrer in der Volksschule in Langenselbold. Nach dreijähriger Berufspraxis bestand Schäfer am 16. August 1912 in Usingen seine zweite Lehrerprüfung und erhielt eine endgültige Anstellung als Lehrer in Langenselbold. Bis 1912 war Georg Maldfeld (* 28. Mai 1861 in Niedermittlau, † 20. Juni 1931 in Steinau an der Straße) Rektor der Langenselbolder Schule. Maldfeld betätigte sich als Kinzigtaler Heimatforscher und regte Schäfer zu heimatkundlichen Studien an. Während des Ersten Weltkriegs diente Schäfer von Mai 1915 bis Februar 1916 in einer Eisenbahn-Baukompanie.

### Weimarer Republik
Von 1918 bis 1930 war Martin Schäfer in Gondsroth als Lehrer in der einklassigen Volksschule und als Organist in der dortigen evangelischen Kirche tätig. Schäfer trat der am 20. November 1918 in Berlin gegründeten Deutschen Demokratischen Partei bei und fungierte als Vorsitzender des DDP-Ortsverbands Gondsroth. Am 26. November 1926 erhielt Schäfer in Kassel nach erfolgter Prüfung in Deutsch und Geschichte mit der Note „gut“ die Befähigung zur Anstellung als Mittelschullehrer. Am Ende der 1920er-Jahre besuchte Schäfer als Gasthörer acht Semester lang Vorlesungen und Seminarübungen an der Universität Frankfurt am Main, u. a. beim Direktor des Germanischen Seminars, Prof. Dr. Franz Schultz.
Vom 1. April 1930 bis zum 31. August 1945 war Schäfer als Rektor der Volksschule in Bergen-Enkheim tätig. Er wohnte in einer Dienstwohnung im Landgraben 4, direkt neben der Schule am Landgraben. Bergen-Enkheim gehörte damals dem Landkreis Hanau an, so dass das Hanauer Schulamt die Dienst- und Fachaufsicht über die dortigen Volksschulen ausübte. Die beiden an sich selbstständigen Schulen in Bergen und Enkheim wurden durch ein gemeinsames Rektorat geleitet. Der Schulunterricht fand sowohl in Bergen als auch in Enkheim in jeweils zwei Schulhäusern statt. In Bergen waren dies die „Alte Schule“ in der Marktstraße 30 und die „Schule am Landgraben“ im Landgraben 2, in Enkheim die „Alte Schule“ am Schulplatz und die „Neue Schule“ im Kirchweg (heute Florianweg 8; im denkmalgeschützten früheren Schulgebäude befindet sich inzwischen das 18. Polizeirevier Frankfurt). Zum Stichtag 1. November 1931 wurden in Bergen in acht Schulklassen 328 Kinder von sieben Lehrern unterrichtet. In Enkheim erteilten sechs Lehrer in acht Schulklassen 338 Kindern Unterricht.
Schäfer engagierte sich in Bergen-Enkheim im dortigen Ortsverband der Deutschen Staatspartei. Er behauptete von sich, „bis März 1933 öffentlich und schriftlich gegen die Erstarkung der NSDAP tätig“ gewesen zu sein und berief sich dabei als Zeugen auf Georg Stetefeld. Schäfer führte an, dass er sich anlässlich der Reichspräsidentenwahl 1932 öffentlich für Hindenburg ausgesprochen hatte, um seinen Teil beizutragen, einen Reichspräsidenten Hitler zu verhindern. Wie die „Hanauer Volksstimme“ und die „Allgemeine Volkszeitung für Bergen und Umgebung“ berichteten, vertrat Schäfer die Deutsche Staatspartei im Vorstand der Bergen-Enkheimer Begräbniskasse „Treuhand“ (gegründet 1. April 1923). Schäfer war vor 1933 außerdem Mitglied im Hessischen Volksschullehrerverein, im Republikanischen Lehrer-Bund und im Preußischen Rektorenverein.

### Mitläufer im Dritten Reich
Martin Schäfer war einer von zahlreichen öffentlich Bediensteten, die sich in der Anfangsphase des Dritten Reichs unmittelbar nach der Reichstagswahl März 1933 vom 5. März 1933 zur NSDAP-Mitgliedschaft entschlossen. Gemäß einer schriftlichen Erklärung Schäfers hatte der schon im März 1933 beigetretene Enkheimer Volksschullehrer Günther den Beitritt der übrigen Mitglieder des Lehrerkollegiums zum 1. Mai 1933 vermittelt. Der Hanauer Kreisschulrat Junker hätte laut Schäfer zuvor erklärt, „dass für Nichtmitglieder in den Schulen kein Platz mehr sei“. Schäfer begründete seinen NSDAP-Beitritt außerdem damit, dass ihm 1933 der finanzielle Ruin drohte, weil er als Bürge für seinen älteren Bruder einstehen musste. Friedrich Schäfer war von den Nationalsozialisten als Bürgermeister von Neuenhaßlau abgesetzt worden und konnte ein aufgenommenes Darlehen nicht zurückzahlen. Obwohl das mit dem Darlehen errichtete Gebäude auf Betreiben des Gelnhäuser Landrats zwangsversteigert wurde, musste Martin Schäfer mehr als 5.000 RM für die Darlehenstilgung an die Kreissparkasse Gelnhausen zahlen.
Alte Kämpfer, die schon vor der Machtergreifung im Januar 1933 der NSDAP beigetreten waren, unterstellten diesen neuen nationalsozialistischen Parteigenossen (Abkürzung: Pg.) Opportunismus und verspotteten sie als Märzgefallene. Der Fragebogen der US-amerikanischen Militärregierung, den Schäfer ausfüllte und eigenhändig am 20. Oktober 1945 unterschrieb, gibt detaillierte Auskünfte über Schäfers Mitgliedschaften in NSDAP-Verbänden bzw. NSDAP-Organisationen: Mitglied in der NSDAP (ab 1. Mai 1933, Mitgliedsnummer 2668755), im NS Lehrerbund (ab 1. Juli 1933, Mitgliedsnummer 138030), in der NSV (ab 1. Juli 1934, Mitgliedsnummer 1704945, Sachbearbeiter für Jugendhilfe ohne politischen Rang), im NS Reichsbund für Leibesübungen (seit der Eingliederung der Deutschen Turnerschaft), im Reichsluftschutzbund (ab 2. März 1934) und im Volksbund für das Deutschtum im Ausland (ab 1. Juni 1936). Außerdem wurde Schäfer im Jahr 1934 Mitglied im Verein „Landschaftsbund Volkstum und Heimat“, in dem er als Ortsringführer fungierte.
In einigen im Dritten Reich neu erschienenen bzw. erneut aufgelegten Veröffentlichungen Schäfers finden sich Passagen, die aus heutiger Sicht inakzeptabel sind. Die offene Frage, ob Schäfers Lobpreisung des NS-Regimes und seine Mitarbeit in NS-Organisationen aus persönlicher Gesinnung oder aus reinem Opportunismus geschahen, kann nicht beantwortet werden. Trotz aller Konformität blieb Schäfers Verhältnis zu nationalsozialistischen Funktionsträgern nicht ungetrübt. Am 3. Oktober 1938 wurde Schäfer vom Bergen-Enkheimer NSDAP-Ortsgruppenleiter Mentel in die Geschäftsstelle der Ortsgruppe vorgeladen. Dort musste sich Schäfer dafür rechtfertigen, dass sich die ihm unterstellten Lehrer weder an den Einweihungsfeierlichkeiten des Parteiheimes noch an der Feier des Erntedankfestes beteiligt hatten. Am 22. November 1938 erging die nächste Vorladung, nun aber an alle zwölf Schäfer dienstlich unterstellten Parteigenossen. Während der Zusammenkunft in der Geschäftsstelle teilte der NSDAP-Ortsgruppenleiter den anwesenden Lehrern mit, dass sie von der Hanauer Kreisleitung wegen unzuverlässiger nationalsozialistischer Gesinnung und unzureichender Parteibetätigung belangt werden würden. Mentel warf den Lehrern vor, dass sie trotz wiederholter Aufforderung keine Uniformträger geworden wären. Auch wäre keine ihrer Ehefrauen in der NS-Frauenschaft aktiv. Im Februar 1942 beschwerte sich eine Krankenschwester der NS-Schwesternschaft in einem Brief an den NSV-Gauamtsleiter im Gau Hessen-Nassau, Fritz Fuchs, über die Nutzungseinschränkungen von Räumen der Volksschule Bergen-Enkheim. Der Bergen-Enkheimer Bürgermeister hätte ihr einen Physiksaal in der Volksschule zur Verfügung gestellt, um dort Unterrichtsabende des BDM-Säuglingspflegekursus durchführen zu können. Wegen des Umstellens von Tischen im Physiksaal hätte es großen Ärger gegeben. Unterstützung hätte sie nur vom inzwischen strafversetzten Lehrer und HJ-Standortführer, Pg. Becker, erhalten. Die Parteinahme der BDM-Ausbilderin für den früheren HJ-Standortführer gipfelte in der Aussage, dass Rektor Schäfer unbehelligt eine Intrige gegen den engagierten Parteigenossen Becker geschmiedet hätte. Der in diesem Brief anklingende Konflikt zwischen Schulleitung und Hitlerjugend schwelte zu diesem Zeitpunkt schon mehrere Jahre lang. Bereits im Oktober 1938 hatte sich Schäfer über Beschimpfungen durch die HJ beklagt. Auch Schäfers privates Leben wurde in Misskredit gebracht. Im Jahr 1943 wurde Schäfer vom Hanauer NSDAP-Kreisleiter des Schwarzmahlens von Getreide beschuldigt. Der damalige Bergen-Enkheimer NSDAP-Ortsgruppenleiter Ritz beorderte Schäfer deshalb ein weiteres Mal in die Geschäftsstelle der Ortsgruppe. Dort gab Schäfer eine schriftliche „Erklärung“ zum Sachverhalt ab und verwahrte sich gegen derartige haltlose Verdächtigungen.

### Bundesrepublik Deutschland
Ende März 1945 nahm die 3. US-Armee Frankfurt am Main und die angrenzende Kommune Bergen-Enkheim ein. Am 24. Mai 1945 schrieb Martin Schäfer in einem Brief an einen Bekannten: ‚Wird man uns „Beamten-Pg.s“ noch lange mit den richtigen und aktiven Nazis zusammenwerfen und so erst eine Gemeinsamkeit zwischen beiden schaffen, die vorher nicht da war?! In B.-E. kennt mich jedenfalls die große Mehrheit der Bevölkerung als „Muß-Pg.“ ...‘. Einer der Persilscheine, die Schäfer zu einem späteren Zeitpunkt der Spruchkammer Hanau vorlegte, stammt aus dem Juni 1945 und wurde vom seit 1923 in der evangelischen Kirchengemeinde Bergen tätigen Pfarrer Karl Wessendorft (1889–1978) verfasst. Wessendorft, als Mitglied der „Bekennenden Kirche“ wohl kaum ein Nazi-Sympathisant, bezeugte mit diesem Dokument schriftlich, dass er mit Schäfer seit 1930 eng zusammengearbeitet habe. Schäfer habe dafür gesorgt, dass in Bergen bis zuletzt von den Lehrern evangelischer Religionsunterricht erteilt worden sei. Auch der Pfarrer der katholischen Kirchengemeinde Bergen-Enkheim, Bernhard Köhler, bestätigte in einem weiteren Dokument aus dem Juni 1945 diese Handlungsweise Schäfers. Als ihm „im Juni 1942 unter dem Druck der NSDAP bzw. der höheren Schulverwaltung der Zugang zur Schule weiterhin verwehrt wurde, setzte sich Rektor Schäfer für weiteren Religionsunterricht in der Schule ein. In der Bevölkerung geniesst Herr Rektor Schäfer allseitige Hochschätzung als Lehrer und Erzieher der Kinder.“
Schäfers frühere NSDAP-Mitgliedschaft führte dazu, dass er aufgrund einer Anordnung der US-amerikanischen Militärregierung (Office of Military Government for Greater Hesse, abgekürzt: OMGGH) zum 1. September 1945 vom Hanauer Schulrat aus dem Schuldienst entlassen wurde. Nach Veröffentlichung des am 5. März 1946 verabschiedeten Gesetzes zur Befreiung von Nationalsozialismus und Militarismus (kurz Befreiungsgesetz genannt) begann in Hessen die Entnazifizierung der erwachsenen Bevölkerung. Jede Person im Alter über 18 Jahre musste ein Formular ausfüllen, in dem u. a. abgefragt wurde, ob eine eigene Mitgliedschaft in der NSDAP oder deren Gliederungen oder deren angeschlossenen Verbänden bestanden hatte. Für den Rechtszug erster Instanz wurde bis zum 30. April 1946 in jedem hessischen Stadt- und Landkreis eine Spruchkammer eingerichtet. Für den Rechtszug zweiter Instanz wurden in Hessen insgesamt acht Berufungskammern gebildet.
Da Schäfer aufgrund seines Eintritts in die NSDAP vor dem 1. Mai 1937 sowie seiner Mitgliedschaften in NSDAP-Verbänden bzw. NSDAP-Organisationen gemäß des Anhangs des Befreiungsgesetzes der Personenklasse II zugeordnet wurde, unterlag er gemäß Artikel 58 des Befreiungsgesetzes Beschäftigungsbeschränkungen. Er durfte „in der öffentlichen Verwaltung, in Privatunternehmungen, in gemeinnützigen Unternehmen und Wohlfahrtseinrichtungen, sowie in freien Berufen nicht anders als in gewöhnlicher Arbeit beschäftigt werden oder tätig sein.“ Schäfer durchlief sein Spruchkammerverfahren am 23. September 1946 und wurde von der „Spruchkammer Hanau Stadt und Land“ in Gruppe V („Entlastete“) eingereiht. Gemäß Artikel 46 des Befreiungsgesetzes legte jedoch der öffentliche Kläger Berufung ein, so dass das Verfahren gegen Schäfer wieder aufgenommen wurde. Im Berufungsverfahren am 24. Februar 1947 wurde Schäfer von der „Berufungskammer Frankfurt am Main“ in Gruppe IV („Mitläufer“) eingestuft. Als Mitläufer musste Schäfer eine einmalige Geldbuße von 50 RM für den Wiedergutmachungsfonds zahlen.
Am 3. März 1947 teilte das Verbindungsbüro der US-Militärregierung (Liaison and Security Office LK/SK Hanau (Main)) Schäfer schriftlich mit, dass die ihm zuvor auferlegten beruflichen Einschränkungen zurückgezogen worden seien. Am 28. Juni 1947 stellte der Hanauer Schulrat Erich Simdorn (1889–1955) Schäfer als Beamter auf Widerruf in den Schuldienst ein. Simdorn übertrug ihm eine Hauptlehrerstelle an der Volksschule Niederrodenbach, eine Ernennung zum Rektor erfolgte dabei nicht. Am 3. Juli 1947 nahm Schäfer nach 22-monatiger Unterbrechung seine Lehrertätigkeit wieder auf, wodurch ein Beamtenverhältnis mit dem Land Hessen neu begründet wurde. Schon am 15. September 1947 erfolgte seine Versetzung auf eigenen Wunsch an die Volksschule Niedermittlau. Am 6. Oktober 1951 wurde Schäfer als Hauptlehrer in das Beamtenverhältnis auf Lebenszeit übernommen. Mit Feststellungsbescheid vom 6. Februar 1953 wurde Schäfers Rechtsstand gemäß § 19 des Gesetzes zu Artikel 131 GG in der Dienststellung eines Rektors festgestellt, ohne dass eine Versetzung auf eine Rektorenstelle erfolgt war. Am 1. April 1954 trat Schäfer wegen Erreichung der Altersgrenze gemäß § 76 des Hessischen Beamtengesetzes in den Ruhestand.

## Familie
Martin Schäfer war Sohn des Bäckermeisters Jakob Schäfer (* 8. September 1852 in Gemmrigheim, † 8. November 1910 in Hanau). Seine Mutter war Anna Marie Kroneck (* 1. Mai 1861 in Elz, † 22. Januar 1927 in Neuenhaßlau). Seine Eltern heirateten am 20. August 1880 in Frankfurt am Main.
Martin Schäfers älterer Bruder Friedrich Schäfer wurde am 20. Juni 1880 in Elz geboren. Friedrich Schäfer erlernte im väterlichen Betrieb das Bäckerhandwerk. Von 1899 bis 1901 diente er im Artillerie-Regiment 25 in Darmstadt. Friedrich Schäfer heiratete am 19. Oktober 1901 in Niedermittlau Katharine Weingärtner (* 22. Dezember 1881 in Neuenhaßlau, † 8. Dezember 1950 im Teilkrankenhaus Neuenhaßlau), mit der er neun gemeinsame Töchter hatte. Nach dem Tod des Vaters übernahm er das elterliche Geschäft. Als Soldat im Ersten Weltkrieg kämpfte Friedrich Schäfer an verschiedenen Fronten. 1920 wählte ihn der Neuenhaßlauer Gemeinderat zum Bürgermeister. Im Jahr 1933 wurde er nicht nur von den Nationalsozialisten als Bürgermeister abgesetzt, sondern er verlor auch sein Mandat als Kreistagsabgeordneter und seine Neuenhaßlauer Postagentur. 1945 wurde Friedrich Schäfer von der US-amerikanischen Militärregierung wieder als Neuenhaßlauer Bürgermeister eingesetzt. Dieses Amt übte er bis zum Jahr 1951 aus. Friedrich Schäfer starb am 10. November 1953 in Neuenhaßlau.
Martin Schäfer heiratete am 4. Oktober 1913 in Steinau an der Straße die Tochter Georg Maldfelds, Minna Sophie Maldfeld (* 29. Januar 1892 in Ellingerode). Mit ihr hatte er zwei gemeinsame Töchter, Maria Elisabeth (* 4. September 1914) und Annemarie (* 23. Dezember 1915, † 1996, verheiratete Schoengarth).

## Veröffentlichungen
Schäfer verfasste zahlreiche heimatgeschichtliche Abhandlungen in Büchern, Zeitungsbeilagen (z. B. in der Beilage der Allgemeinen Volkszeitung für Bergen-Enkheim und Umgebung) und Jubiläumsschriften. Im Jahr 1921 erschien das „Heimatbuch des Kreises Gelnhausen“, das 1950 eine dritte erweiterte Auflage erlebte. Von 1925 bis 1928 gab Schäfer die „Monatsschrift der Kinzigtaler Vereinigung für Heimatforschung“ heraus. Diese Publikation erschien von 1929 bis Anfang 1933 unter dem Namen „Monatsschrift der Main-Kinzigtaler Vereinigung für Heimatforschung“. Nach Machtergreifung der Nationalsozialisten wurde diese Monatszeitschrift im Zuge der Printmedien-Gleichschaltung verboten.
Mit Vorliebe schrieb Schäfer Ortschroniken, u. a. über Lohrhaupten, Niedermittlau, Rothenbergen, Gondsroth, Mernes und Bergen-Enkheim. Auch mehreren aus der Region stammenden Familien setzte er ein literarisches Denkmal. Schäfer fungierte zudem als Ratgeber bei örtlichen Gedenkfeiern und Vereinsjubiläen. Für das seit 1949 erscheinende „Jahrbuch des Kreises Gelnhausen“ schrieb Schäfer über 70 Artikel. Auch für das Jahrbuch des Kreises Alzenau verfasste er mehrere Artikel. Schäfer galt als der Nestor der Heimatforschung im Kreis Gelnhausen. Da er akribisch historische Dokumente sichtete und auswertete, nutzen auch heute noch Heimatforscher seine Forschungsergebnisse. Während Schäfers Beerdigung am 5. Oktober 1971 auf dem Friedhof in Gondsroth sprach der Gelnhäuser Landrat Hans Rüger in seiner Trauerrede davon, dass mit dem Verstorbenen „einer der treuesten Heimatfreunde […] von uns gegangen“ sei.

## Ehrungen
Als Anerkennung für seine Verdienste wurde Martin Schäfer am 28. Juli 1959 der Verdienstorden der Bundesrepublik Deutschland (Verdienstkreuz am Bande) verliehen. Die Würdigung des Geehrten erfolgte bei der Überreichung des Verdienstordens durch Landrat Heinrich Kreß.
Im Frankfurter Stadtteil Bergen-Enkheim gibt es einen Martin-Schäfer-Weg (⊙), bei dem es sich um einen Wirtschaftsweg am Berger Hang handelt. Dort finden sich weitere Wege, die die Namen von Personen tragen, die sich mit der Dokumentation der Heimat- und Naturgeschichte Bergen-Enkheims beschäftigt hatten.

## Schriften
- Der neue Duden als „Ereignis“ beurteilt. 2. Aufl. Leipzig: O. Weber, 1915
- Wustmann und Duden. Leipzig: O. Weber, o. J.
- als Hrsg.: Heimatbuch des Kreises Gelnhausen unter Mitwirkung des Kreislehrervereins Gelnhausen und zahlreicher Heimatfreunde. Marburg: N. G. Elwertsche Verlagshandlung, 1921
- Volkslieder aus dem Kinzigtale. Marburg: N. G. Elwertsche Verlagshandlung, 1925
- Leben ringsum - Sachkundliche Handreichungen für die Kinder der Volksschule. Ausgabe B in vier Teilen. Erster Teil: Geschichte des deutschen Landes und Volkes. 3. Aufl. Frankfurt a. M.: Diesterweg, 1933
- Siedlungs- und Familiengeschichte des Walddorfes Gondsroth, Kr. Gelnhausen. Frankfurt a. M.: Diesterweg, 1937
- Bergen-Enkheim und Umgebung. Bergen-Enkheim: Walter Schubert, 1938
- Geschichte des deutschen Landes und Volkes. 7. Aufl. Frankfurt a. M.: Diesterweg, 1938